# Unterwarberg
Unterwarberg ist ein Ortsteil der Stadt Neunburg vorm Wald im Landkreis Schwandorf in Bayern.

## Geographie
Unterwarberg liegt circa drei Kilometer nördlich von Neunburg vorm Wald am Südwesthang des 572 Meter hohen Warbergs.

## Geschichte
Am 23. März 1913 war Unterwarberg Teil der Pfarrei Schwarzhofen, bestand aus einem Haus und zählte sechs Einwohner.
Am 31. Dezember 1990 hatte Unterwarberg zwei Einwohner und gehörte zur Pfarrei Neunburg vorm Wald.

## Kultur und Sehenswürdigkeiten
In der Umgebung von Unterwarberg befinden sich der Burgstall Warberg und die 1855 erbaute Kapelle Christus auf der Rast.